# Bond Point, Antarktis
Bond Point är en udde i Antarktis. Den ligger i Sydshetlandsöarna. Argentina, Chile och Storbritannien gör anspråk på området.
Terrängen inåt land är kuperad norrut, men västerut är den platt. Havet är nära Bond Point åt sydost. Trakten är obefolkad. Det finns inga samhällen i närheten.